# Vall de Cadí
La Vall de Cadí és una vall del massís del Canigó, dins el terme de Castell de Vernet (Conflent) a la Catalunya Nord, al nord de la pica del Canigó, la qual, juntament amb els pics de Gasamir, Sec, de Tretzevents, de Rojat i de Sethomes, forma el circ de Cadí, al fons del qual, a 2.359 m d'altitud, hi ha els estanyols de Cadí. És drenada pel riu de Cadí, el qual, amb el riu de la Llipodera, forma la capçalera del riu Major, afluent de la Tet.